# Ceanothus roderickii
Ceanothus roderickii är en brakvedsväxtart som beskrevs av W. Knight. Ceanothus roderickii ingår i släktet Ceanothus och familjen brakvedsväxter. Inga underarter finns listade i Catalogue of Life.